# Azulejo

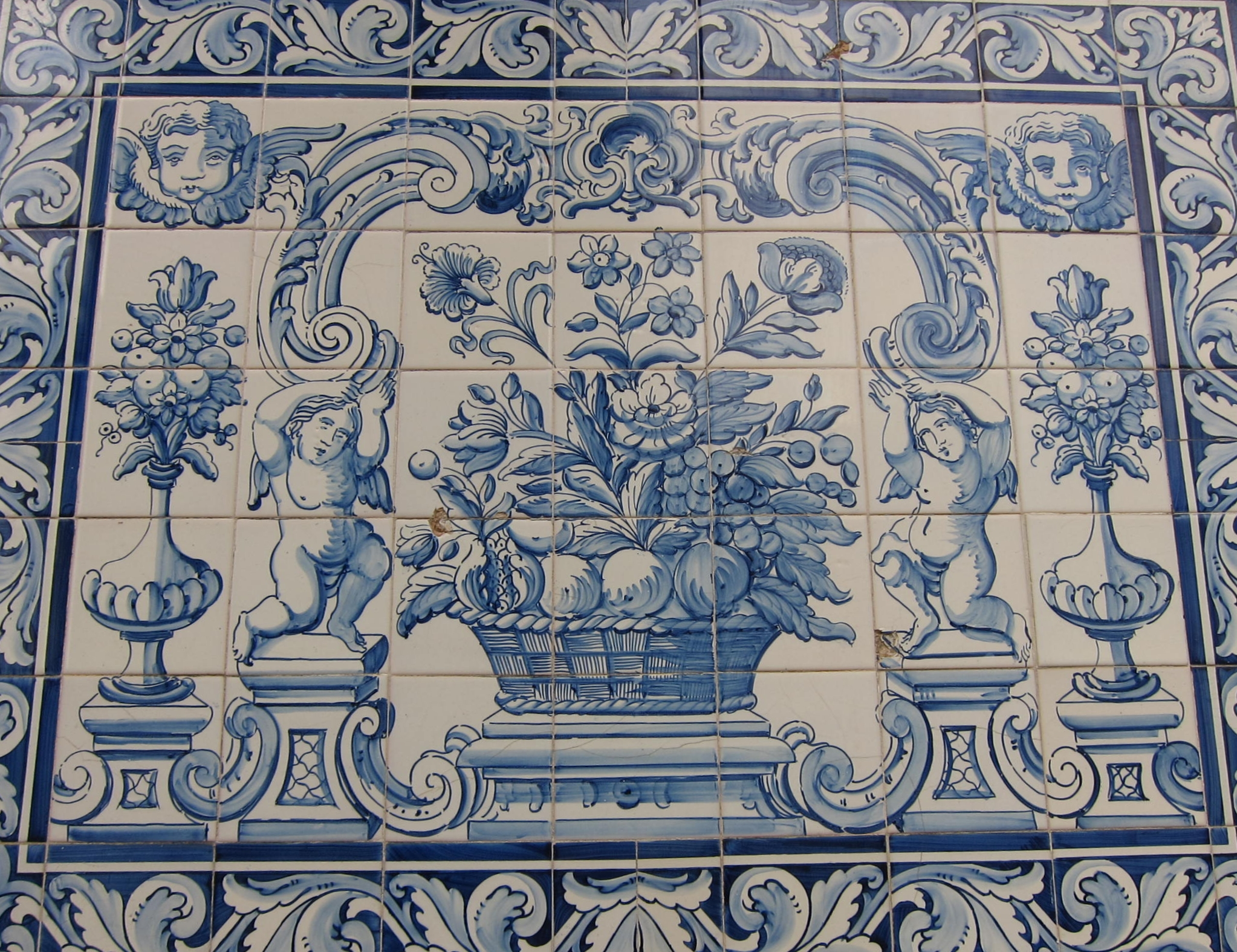
Azulejopanel från andra hälften av 1700-talet i Carcavelos, Portugal

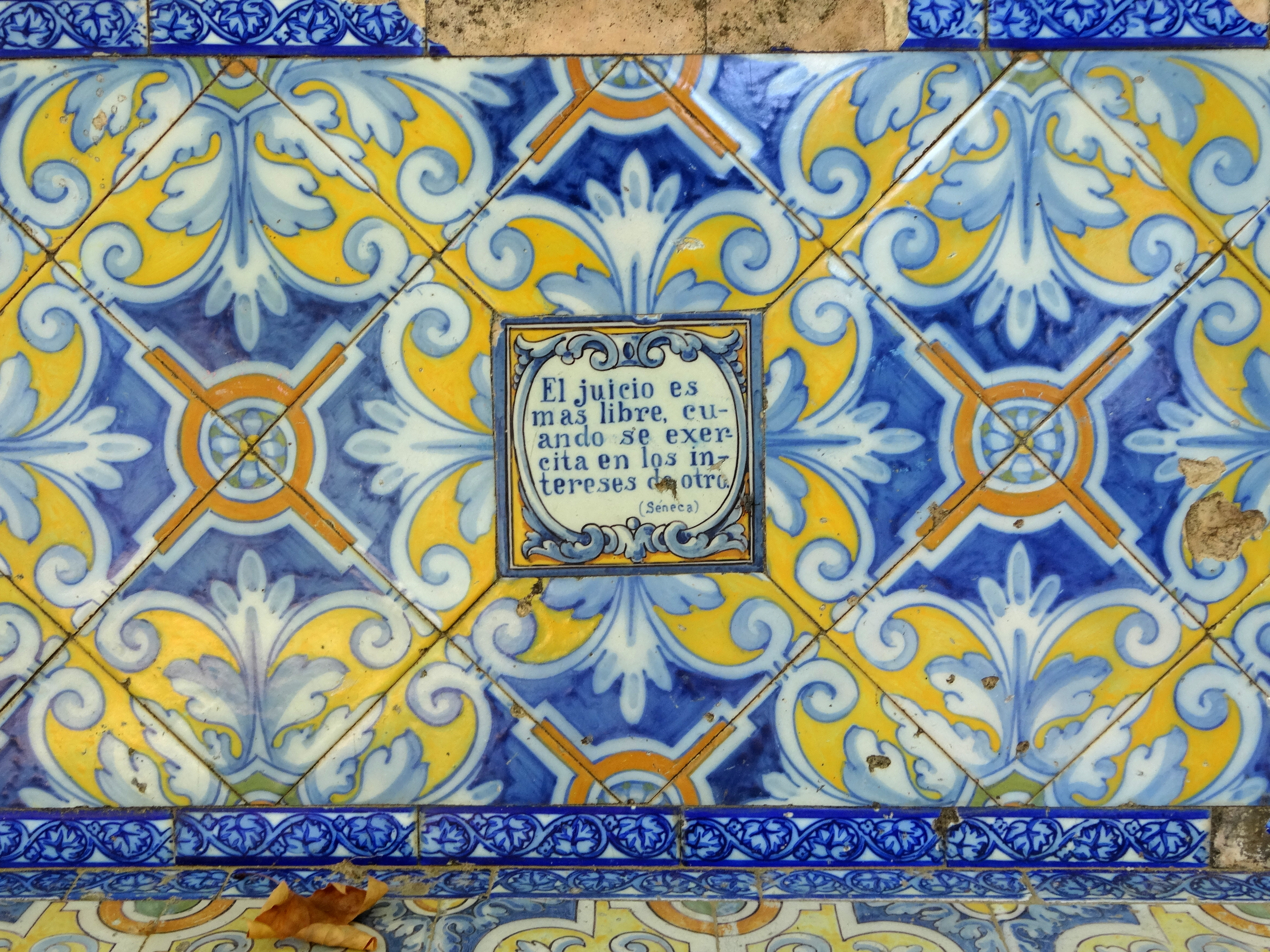
Azulejos i Córdoba, Spanien

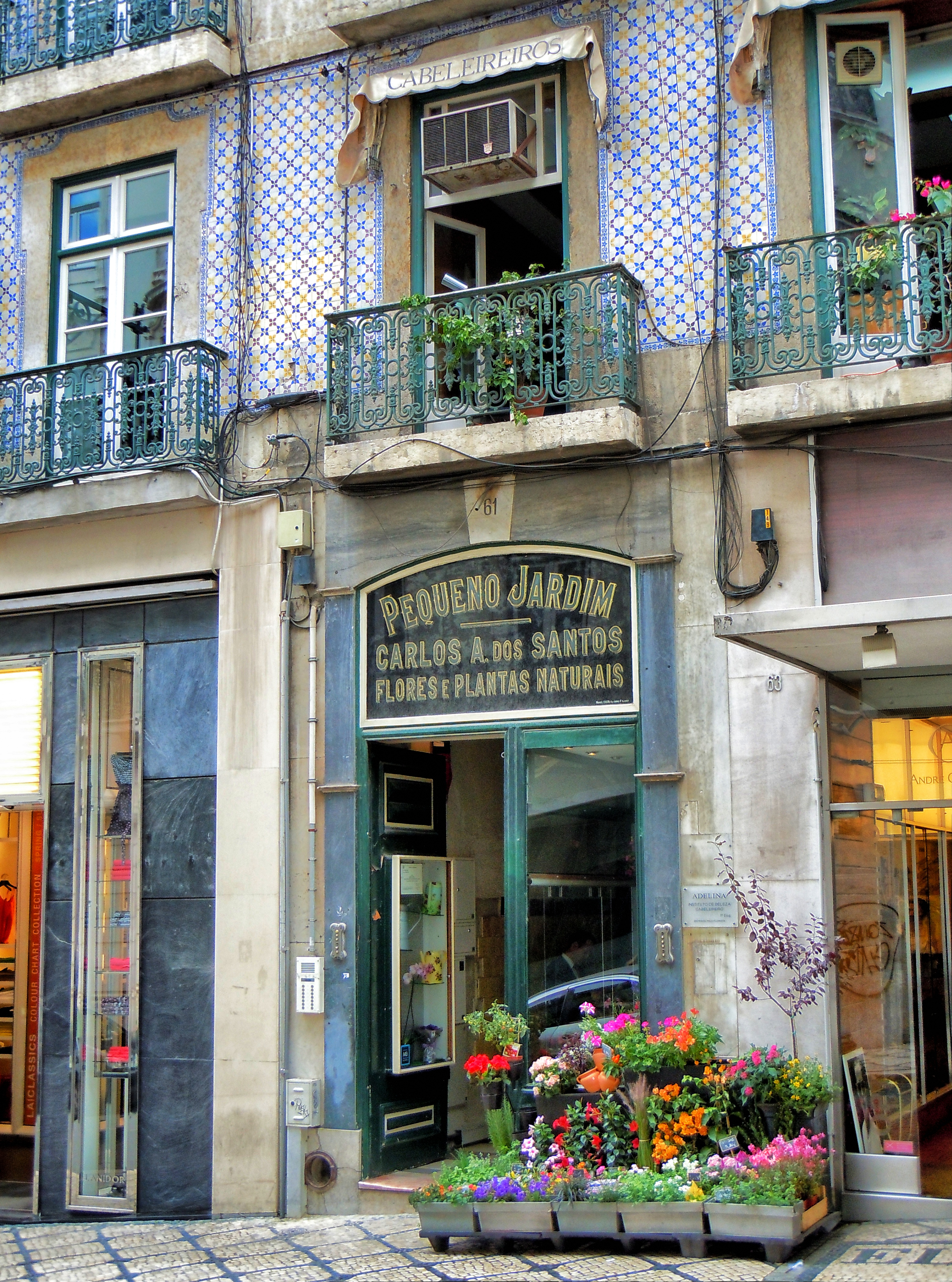
Azulejoklädd fasad i Lissabon

Azulejos är flerfärgade, glaserade kakelplattor i fajans, med upphöjda ornament; dessa framställs genom pressning i form eller skärning för hand i plattan. Azulejos tillverkades från och med 1300-talet av morerna i Spanien och användes som väggbeklädnader. Under 1400-talet började de importeras till Portugal.
I Portugal har användandet av azulejos tagit sig många olika uttryck sedan 1700-talet. De är ett typiskt drag i landets arkitektur och används både för att skapa bilder, där varje platta är unik, och som fasadbeklädnad med upprepade geometriska mönster. Namnet kommer från arabiskans az-zulayi som betyder "liten sten". Plattorna är vanligtvis kvadratiska med cirka 13-15 cm sida. Av tradition är de oftast blå, men både äldre och modernare plattor finns med många olika färger.